# Kreis Trei-Scaune

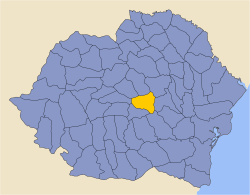
Kreis Trei-Scaune im Königreich Rumänien (1919–1949)

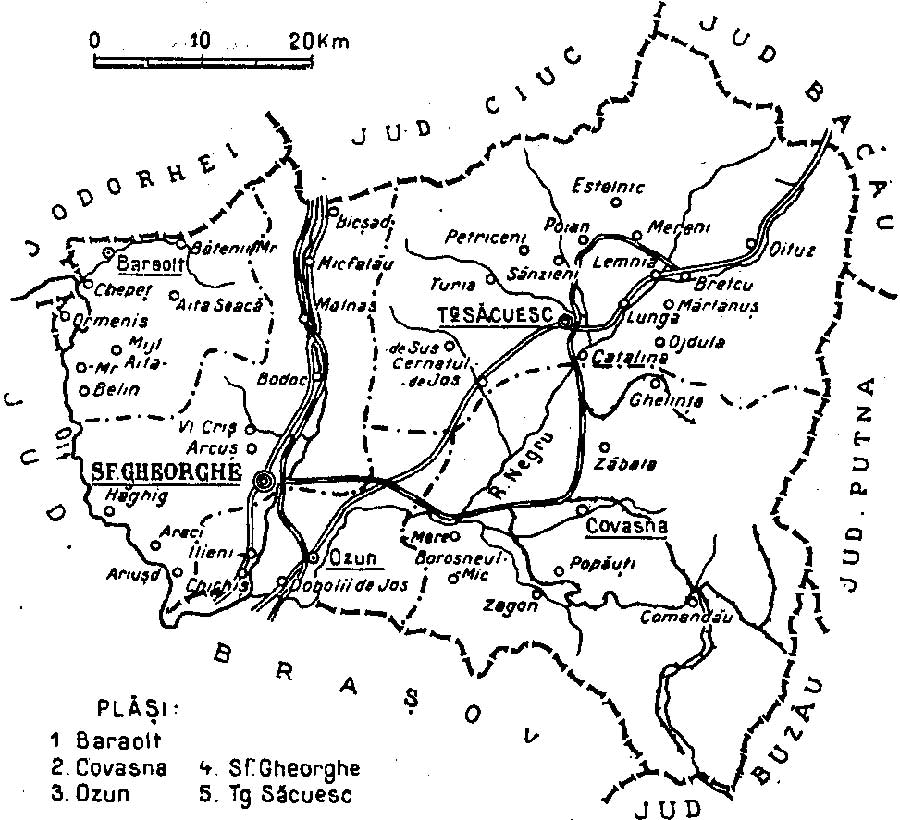
Die 5 Bezirke im Kreis Trei-Scaune (1938)

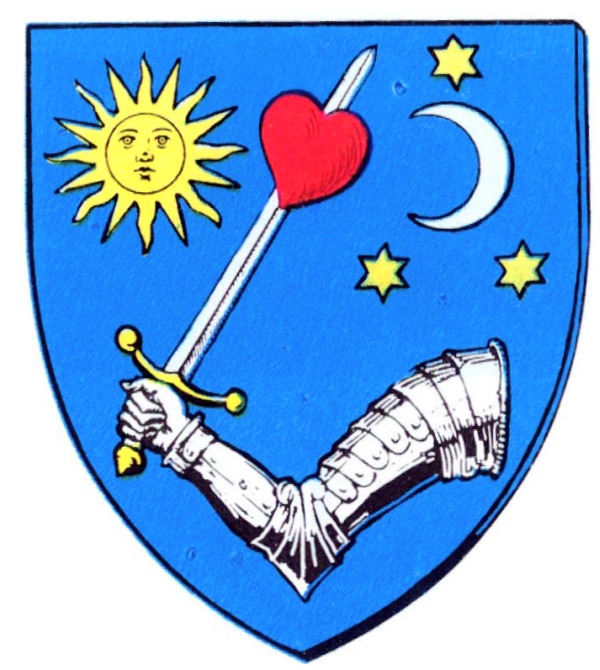
Wappen des Kreises Trei-Scaune in der Zwischenkriegszeit

Der Kreis Trei-Scaune (rumänisch Județul Trei-Scaune; deutsch „Drei Stühle“) war als Nachfolger des Komitats Háromszék (ungarisch Háromszék vármegye) eine historische Verwaltungseinheit in Siebenbürgen ein Teil des Königreichs Rumänien. Sitz der Verwaltung und des Tribunals war die Stadt Sfântu Gheorghe (Sankt Georgen).
Der Kreis Trei-Scaune bestand von 1920 bis 1950, als im Zuge der sowjetischen Organisation Rumäniens die Județe abgeschafft wurden. 1930 wurden im damaligen Kreis Cluj nach unterschiedlichen Angaben, 136.338 oder 336.122 Menschen registriert.

## Angaben der Volkszählung von 1930

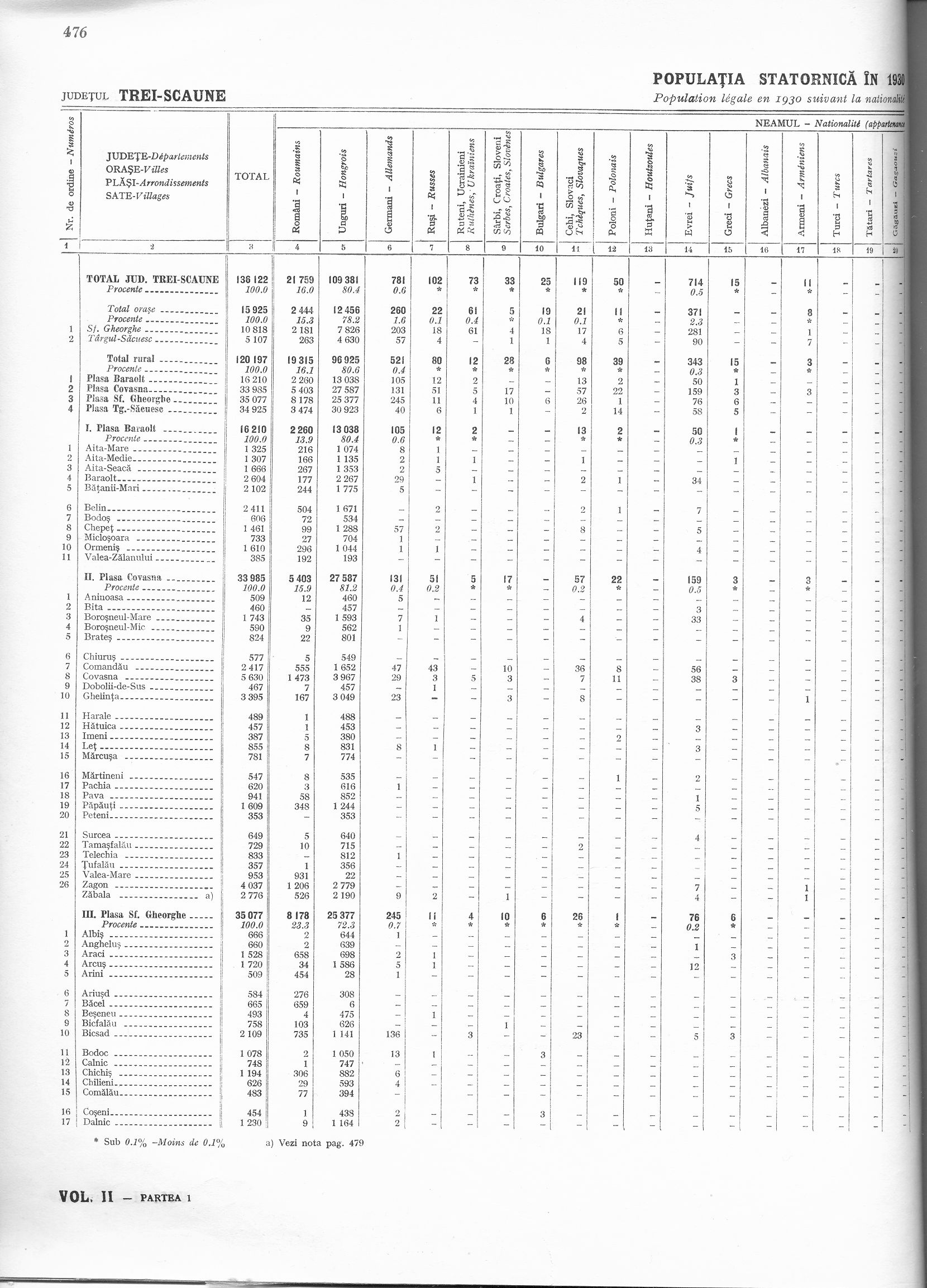
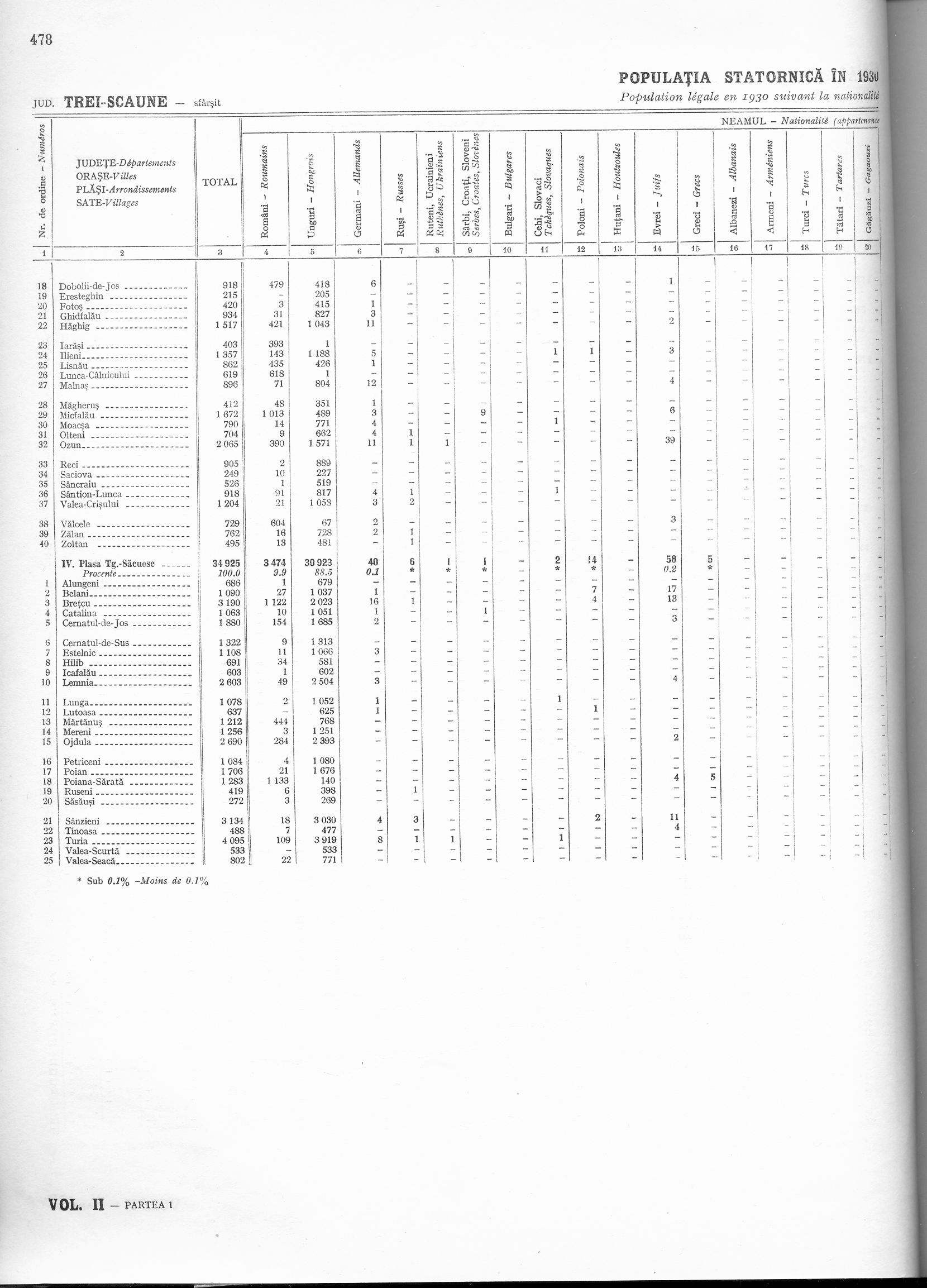
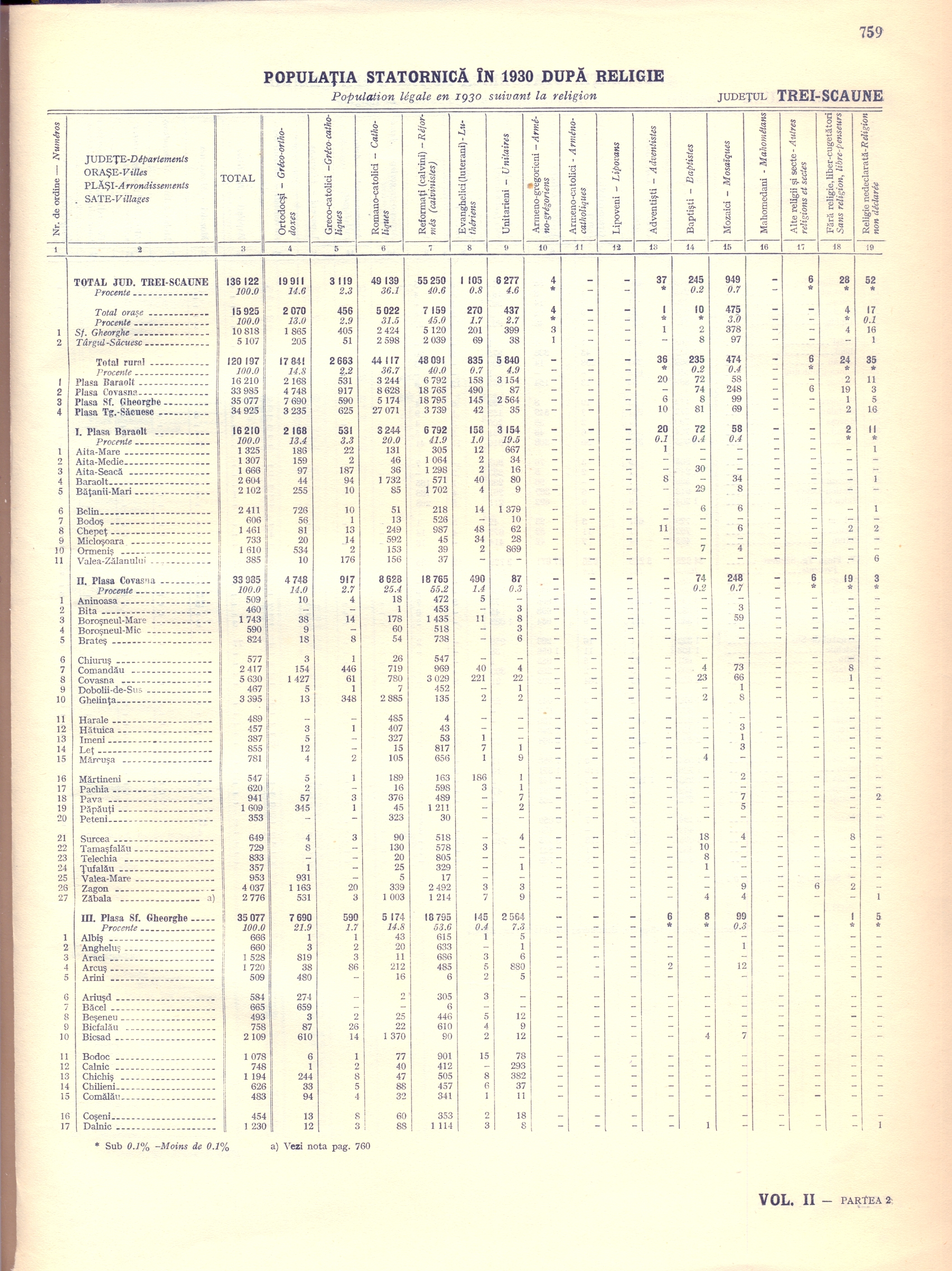
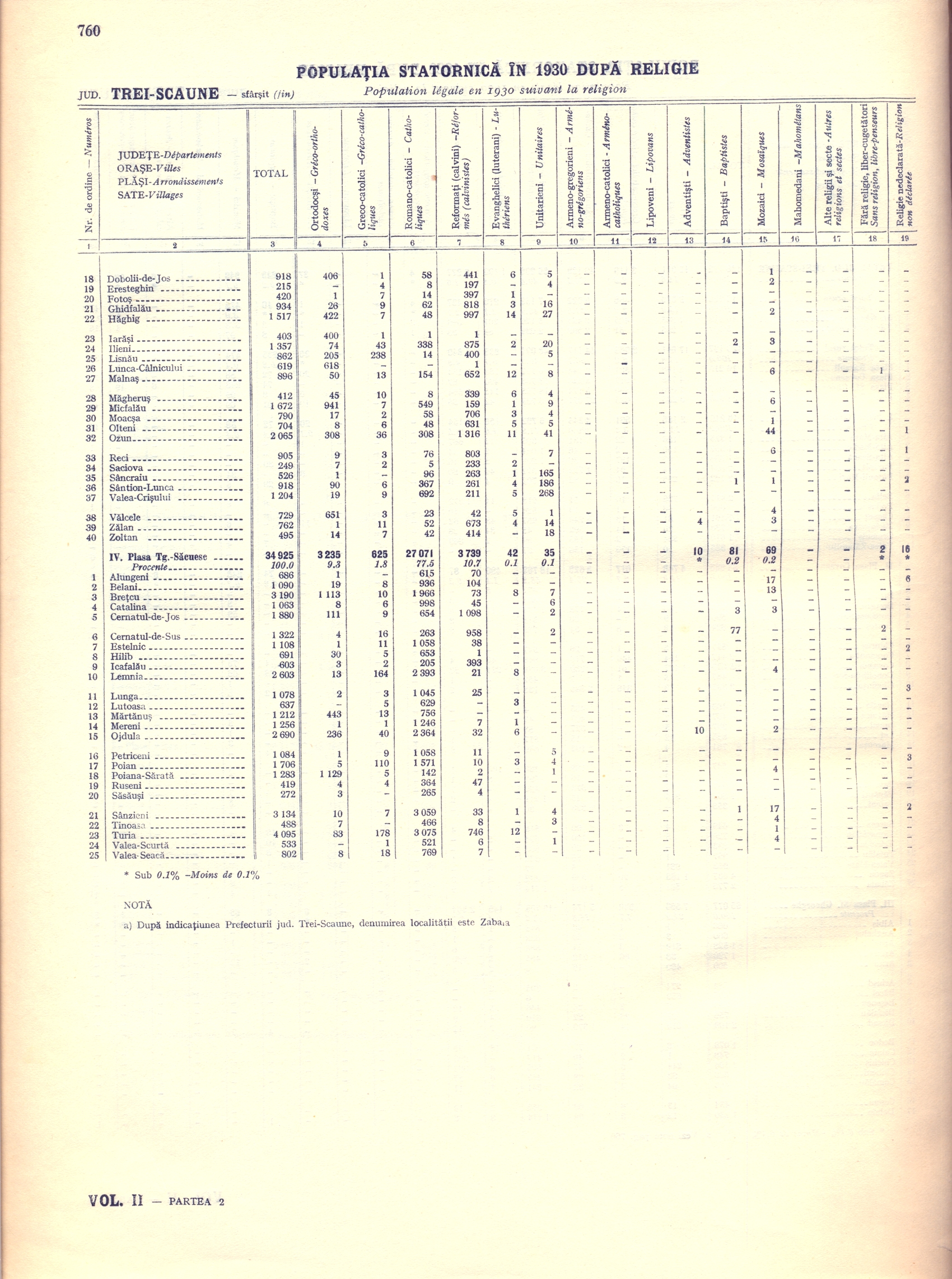

## Geographische Lage
Im Südosten des Siebenbürgischen Beckens, innerhalb des Karpatenbogens, erstreckte sich der Distrikt auf etwa 3.337 Quadratkilometer in der historischen Region Szeklerland.
Die fünf Bezirke des Kreises waren: Baraolt (ungarisch Barót) mit 11 Dörfer, Covasna (Kovasna) mit 27 Dörfer, Sfântu Gheorghe (Sankt Georgen) mit 21 Dörfer, Târgu Secuiesc (Szekler Neumarkt) mit 29 Dörfer und Ozun (Auendorf) mit 19 Dörfer.